# My Early Life
My Early Life (svensk titel Min ungdom) är en bok av Winston Churchill som utgavs år 1930. Det är en sammanställning av två av hans tidigare böcker, nämligen London to Ladysmith via Pretoria (1900) och Ian Hamilton's March (1900). 
Den brittiska filmen Young Winston från år 1972 var baserad på My Early Life.